# Zr.Ms. De Ruyter (2004)
De Zr.Ms. De Ruyter (F 804) is een Nederlands fregat van de De Zeven Provinciënklasse. Het schip is het veertiende schip dat naar 17de-eeuwse admiraal Michiel de Ruyter is vernoemd.
In januari 2007 werd Jeanette Morang benoemd tot commandant van dit schip. Jeanette Morang is de eerste vrouwelijke commandant van een fregat van de Nederlandse marine. Ze behield het commando tot juli 2009. In 2007 maakte het fregat deel uit van UNIFIL, het maritieme deel van de VN-missie in Libanon. In december 2008 patrouilleerde het schip in de Golf van Aden om piraterij tegen te gaan. Van december 2010 tot eind februari 2011 patrouilleerde Zr. Ms. De Ruyter opnieuw in de Golf van Aden om piraterij tegen te gaan. In 2015 nam het deel aan Sail Amsterdam. In 2018 was het schip het vlaggenschip van SNMG-2 (standing NATO maritime group).

## Sensors
Thales APAR/SMART
- Thales Nederland SMART-L, lange-afstandslucht-, en -oppervlakteobservatieradar
- Thales Nederland APAR, lucht-, oppervlakte-, zoek-, volg- en vuurleidingsradar (I-band)
- DECCA NAV, navigatieradar
- Thales Nederland Scout, oppervlakte-, zoek-/navigatieradar
- Thales Nederland Sirius IRST, langeafstands- en infrarooddetectiesysteem
- Thales Nederland Mirador, optisch observatie- en detectiesysteem
- Atlas Elektronik DSQS-24C, Hull-mounted sonar
- MK XII, IFF-systeem
- Thales Nederland Sabre, geïntegreerd systeem voor elektronische oorlogvoering

## Bewapening
Geschut en mitrailleurs:
- 1 × 127 mm OTO Breda kanon

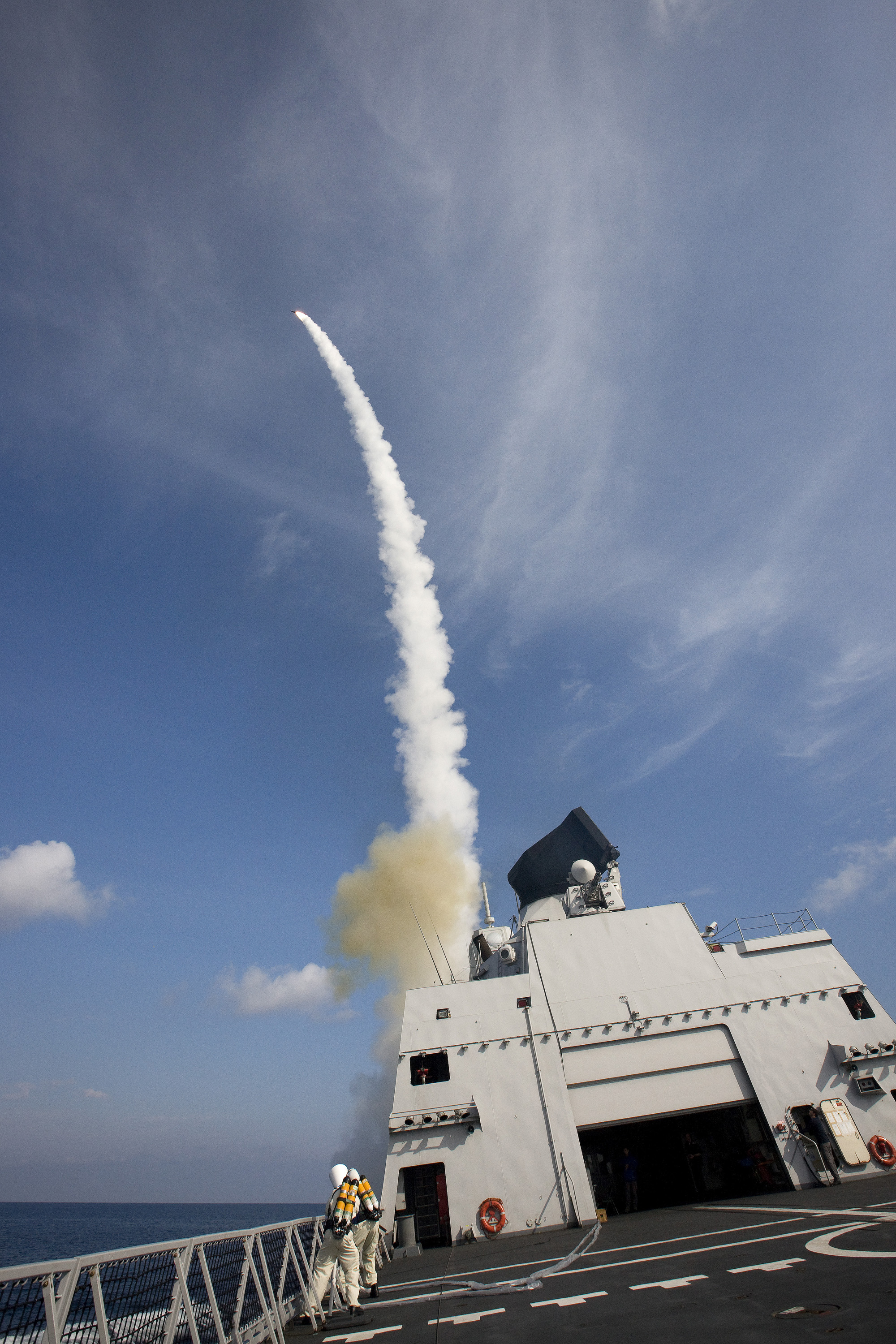
Zr.Ms. De Ruyter lanceert een SM-2.

- 2-4 × 12,7 mm Browning M2 mitrailleurs
- 4-6 × 7,62 mm FN MAG mitrailleurs
- 1× Goalkeeper nabijheidsverdedigingssysteem

Raketten en torpedo's:
- Mark 41 Mk.41 5 x 8 = 40-cel verticaal lanceersysteem

-32 x Standard missile SM-2 luchtdoelraket voor de lange afstand 

-32 x Evolved Sea Sparrow (quadpacked) luchtdoelraket voor de korte afstand
- 8 × Harpoon antischeepsraket (mogelijk ook land)
- 4 × torpedobuizen voor Mk 46 torpedo's

Helikopters:
- 1 × NH90 NFH boordhelikopter

Vaartuigen:
- 2 × rigid hull inflatable boat (RHIB) bijboot